# Jonasz (cesarz Etiopii)
Jonasz (ur. ? - zm. maj 1813) – cesarz Etiopii od 18 sierpnia 1797 do 4 stycznia 1798 roku. Pochodził z dynastii salomońskej. Był synem Letezuma i wnukiem cesarza Fasiledesa, rządzącego Etiopią w XVII wieku.

## Panowanie
Według angielskiego egiptologa i orientalisty, Edwarda Alfreda Thomsona Wallisa Bugde'a, Jonasz został uczyniony cesarzem przez rasa Izraela z Begiemdyru, a odwołany przez Gugsę, wodza plemienia Jedżu Oromo. Według Kroniki królewskiej Jonasz został proklamowany cesarzem po tym, jak poprzedni cesarz Salomon III został pokonany przez buntownika, balambarasa Asserata, który zmusił go do ucieczki z Gondaru. W czasie rządów Jonasza Etiopię nawiedziła klęska głodu. W jej wyniku siódmego listopada 1797 zmarł syn cesarza, Mafu, a następnie żona, Estera. Pozbawiony wsparcia najważniejszych możnowładców - rasa Mareda, Hajlu Eszte, dedżazmacza Uelde Syllasje i rasa Guebry, Jonasz stracił tron na rzecz Tekle Gijorgisa I, który wrócił z wygnania. Na wieść o powrocie Tekle Gijorgisa, gdy ten znajdował się w odległości jednego dnia drogi, Jonasz uciekł do sanktuarium w pałacu abuny.

## Lata po detronizacji
Po miesiącu ukrywania się w pałacu, Jonasz stał się "kartą przetargową" następcy Asserata, Ueheldu w rozgrywkach o władzę z najważniejszymi możnowładcami Gondaru. Ueheldu wystawił Jonasza jako kandydata do ponownego objęcia tronu, ale Tekle Gijorgis udaremnił spisek. Następnie udzielił amnestii Jonaszowi i zaprosił go wraz z bratem o imieniu Goszu, aby zamieszkali w jego pałacu w Gonderze. W 1802 Jonasz był więźniem w Lasta. Angielski egiptolog, Henry Salt relacjonował, że 16 września 1805 spotkał jego syna, Fasilidasa w Adui. Z kolei podróżnik Nathaniel Pearce informował, że Jonasz żył na wygnaniu w Godżamie aż do swojej śmierci i zmarł ubogi, bez wystarczających środków nawet na zakup trumny, lub na urządzenie stypy.